# Sylvia (género)
Sylvia é uma género de aves passeriformes, onde se classificam entre 7 e 29 espécies de felosas, papa-amoras, papuxas e toutinegras. O grupo ocorre na Europa, Sul e Sudeste Asiático, África e Arábia.
São aves de pequeno porte, muito activas, que se movimentam constantemente em busca dos insectos de que se alimentam. Habitam zonas de bosque e floresta aberta, campos agrícolas e áreas urbanas. A maioria das espécies apresenta dimorfismo sexual e os machos distinguem-se, habitualmente, por manchas, riscas ou coroas pretas na cabeça.
As espécies que nidificam em climas temperados são migratórias.

## Taxonomia e sistemática
O género Sylvia foi descrito em 1769 pelo naturalista italiano Giovanni Antonio Scopoli.
Scopoli não especificou uma espécie-tipo, tendo a Sylvia atricapilla sido designada por Charles Lucien Bonaparte em 1828. O nome do género vem do Latim moderno silvia, um espírito da floresta, relacionado com silva o que quer dizer "um bosque".
As toutinegras formam uma linhagem principal num clado contendo também os Paradoxornithidae, e alguns taxa anteriormente considerados parte dos Timaliídeos. Outras espécies foram movidos para as suas próprias famílias, redelimitando a família Sylvidae.
Uma análise filogenética molecular usando dados de sequências de DNA mitocondrial publicada em 2011 descobriu que as espécies no género Sylvia formam dois clados distintos Baseados nestes resultados, os ornitólogos Edward Dickinson e Leslie Christidis decidiram, na quarta edição do Howard and Moore Complete Checklist of the Birds of the World, dividir o género e moveram a maioria das espécies para o género Curruca que "ressuscitaram", retendo apenas a toutinegra (Sylvia atricapilla) e a felosa-das-figueira (Sylvia borin) no género Sylvia. Moveram também Sylvia abyssinica (originalmente no género Drymophila) e Sylvia dohrni (do género Horizorhinus) para Sylvia.

## Espécies
O gênero atualmente circunscrito inclui as seguintes espécies:
- Sylvia atricapilla
- Sylvia borin
- Sylvia dohrni
- Sylvia galinieri
- Sylvia nigricapillus
- Sylvia abyssinica
- Sylvia atriceps